# Equestria Daily

## Короткий Опис
Equestria Daily (часто скорочується до EqD або ED) — це фан-сайт, присвячений новинам і висвітленню фанфіків про анімаційний телесеріал My Little Pony: Friendship Is Magic. Сайт працює у стилі блогу спеціальною командою з кількох редакторів, він був офіційно визнаний виробничою групою телешоу, а також The Hub (пізніше Discovery Family), американською дитячою телевізійною мережею, на якій виходить шоу.

## Історія

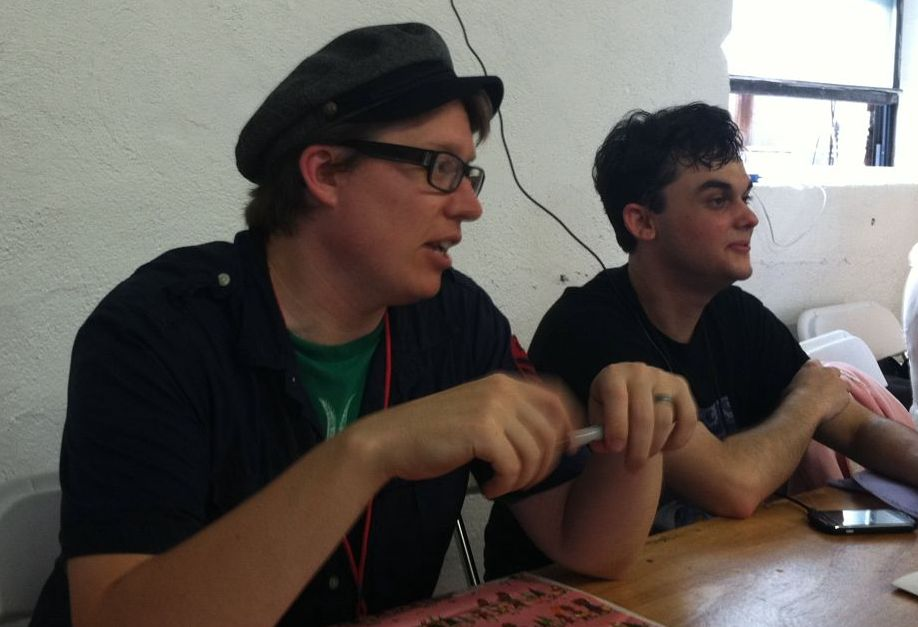
Джейсон Тіссен (ліворуч) і Шон Скотелларо ("Сетхісто") на BroNYCon 2011

Шон Скотелларо, 23-річний студент коледжу зі штату Аризона, створив вебсайт у січні 2011 року, для зберігань фанфіків та новин про My Little Pony: Friendship Is Magic. Щоб створити сайт, Скотеллару довелося скоротити заняття у своєму коледжі та запустити сайт із будинку своїх батьків у Глендейлі, штат Аризона. Він вважав, що шоу потребувало об’єднаної фан-бази, оскільки він та багато інших чоловіків стали прихильниками телешоу – відомих як «броні» – і головне занепокоєння полягало в тому, що Hasbro не зробить другий сезон. Ближче до кінця 2010 року, коли шанувальники, були ще підлітками та обмежувалися в основному дошками /co/ та /b/ англійського іміджборду 4chan, весь контент, пов’язаний з поні, був заборонений модератором. Останнім стимулом для створення сайту, стало те, що опублікування повідомлення зі словом «поні» стало забороненим на 4chan.
Після створення блог став привертати увагу шанувальників мультфільму. Хоча спочатку Скотелларо керував ним виключно сам, все більше і більше фанатів шоу почали надсилати йому новини та оновлення, і робоче навантаження зросло. До кінця червня 2011 року штат сайту був розширений і в нього ввійшли ще два редактори блогів, «інтерв'юер/організатор YouTube» і група для читачів фанфіків, які були взяті з бази користувачів, присвячених читачам блогів. До цього моменту вебсайт збирав близько 300 000 додаткових переглядів сторінок на день, а разом із додатковими редакторами вдавалося публікувати більшу кількість новин зі зростаючою частотою, хоча все ще переважно були фанфіки. Equestria Daily також поширилася на інші форми розповсюдження ЗМІ, наразі володіючи сторінкою Facebook, обліковим записом YouTube, Twitter і Instagram. Станом на липень 2012 року вебсайт набрав понад 220 мільйонів переглядів з моменту його створення в січні 2011 року . В інтерв’ю CBC Radio у грудні 2011 року Скотелларо заявив, що Equestria Daily набирає понад 500 000 переглядів на день. Сайт отримує достатньо переглядів сторінок на день, щоб він міг підтримувати себе за рахунок доходу від реклами.
У 2014 році Бібліотека Конгресу вибрала цей вебсайт для архівації як частину своєї «Колекції вебархів вебкультур» Американським центром народного життя. Колекція була створена з метою «документування створення та поширення нових культурних традицій у мережі». Цей архів наразі охоплює стан сайту з червня 2014 року по серпень 2016 року.

## Офіційна відповідь
Продюсерська група My Little Pony: Friendship Is Magic у DHX Media Vancouver, а також мережа, яка транслює шоу, The Hub, визнали існування фан-спільноти та окремо надіслали офіційний матеріал до Equestria Daily. The Hub провів літню рекламну кампанію для шоу, засновану на пародії на «California Gurls» Кеті Перрі під назвою «Equestria Girls»; в одному з текстів згадується, що «броні» тусуються з поні. Розширена, рекламна версія пісні була надіслана до блогу Скотелларо для «наших улюблених шанувальників Поні». Самі Hasbro надіслали оглядову копію свого інтерактивного збірника оповідань для iOS "Twilight Sparkle: Учитель на один день" в Equestria Daily, і кілька ключових фігур у продюсерській команді зробили інтерв'ю для вебсайту, включаючи керівника-директора та поточного шоуранера Джейсона Тіссена  та розробника та креативного директора My Little Pony: Friendship Is Magic, Лорен Фауст.